# Divjakë
Divjakë es un municipio y villa del condado de Fier, en el oeste de Albania. El municipio se formó en la reforma local de 2015 mediante la fusión de los antiguos municipios de Divjakë, Grabian, Gradishtë, Remas y Tërbuf, que pasaron a ser unidades administrativas. La capital del municipio es la villa de Divjakë. Tiene una población total de 34 254 habitantes (censo de 2011), en un área total de 309.58 km². La población de Divjakë en sus límites de 2011 era de 8445 habitantes.
Es famoso por hallarse junto al parque nacional de Divjaka, la laguna de Karavasta y la playa de Divjaka.